# Savanne (Mauritius)
Savanne is een district in Mauritius, gelegen in het zuiden van het land. Het telt 69.167 inwoners (2005) en meet een oppervlakte van 245 km². De hoofdstad is Souillac.

## Grenzen
Savanne ligt aan de kust van Mauritius:
- Aan de Indische Oceaan ten zuiden.

Het district deelt een grens met drie buurdistricten:
- Black River in het noordwesten.
- Plaines Wilhems in het noorden.
- Grand Port in het noordoosten.